# Remote Authentication Dial-In User Services
Remote Authentication Dial-In User Services (RADIUS) är ett nätverksprotokoll som används för autentisering av användare och inkopplad utrustning på nätverk mot en central databas. Protokollet har även stöd för att distribuera information som används för att ge användare/utrustning rättigheter (auktorisering).

## Standarddokument
RADIUS definieras nuförtiden av RFC 2865 (lösenordskontroll) och RFC 2866 (accounting). Andra relevanta RFC:er är; RFC 2548, RFC 2607, RFC 2618, RFC 2619, RFC 2620, RFC 2621, RFC 2809, RFC 2867, RFC 2868, RFC 2869, RFC 2882, RFC 3162 och RFC 3576.